# 卡马戈 (肯塔基州)
卡马戈（英語：Camargo），是美国肯塔基州的一座城市。面积约为5.7平方公里（2.2平方英里）。根据2010年美国人口普查，该市的人口为1,081人。